# Свинопас (сказка)
«Свинопас» (дат. Svinedrengen) — литературная сказка датского писателя Ханса Кристиана Андерсена о принце, который представляется свинопасом для того, чтобы добиться руки высокомерной принцессы. Сказка была впервые опубликована 20 декабря 1841 года издательством Карла Андреаса Рейтцеля в Копенгагене в сборнике рассказов «Сказки, рассказанные детям. Новый сборник» (дат. Eventyr, fortalte for Børn. Ny Samling). Сказка, скорее всего, является оригинальным сочинением Андерсена, несмотря на то, что похожие истории были известны и до этого. «Свинопас» был адаптирован к различным постановкам.

## Сюжет
Бедный принц хочет жениться на дочери императора и посылает ей два подарка: соловья и розу, но принцесса отвергает скромные подарки, так как они настоящие, а не искусственные. Принц переодевается и устраивается работать свинопасом у императора. Как-то раз он создаёт волшебный горшочек. Принцесса пробирается на задний двор и «платит» ему 10 поцелуев за горшочек. Затем принц мастерит музыкальную трещотку, и она «платит» за неё 100 поцелуев. Император видит это, гневается и выгоняет их из государства. Принц предстаёт перед принцессой в своем истинном обличье и говорит, что презирает её — она не увидела красоты в пении соловья и в благоухании розы, но была готова целовать свинопаса за безделушки. После этого он уходит в свой замок, а принцесса остаётся за дверьми, печально напевая.

## Источник
Скорее всего, сказка является сочинением Андерсена, хотя наказание гордым принцессам — ключевой мотив в фольклоре. В Пентамероне Джанбаттисты Базиле есть сказка, рассказывающая о гордой Чинциэлле и сватовстве к ней принца, переодетого в садовника. В коллекции сказок братьев Гримм «Король Дроздобород» является похожей сказкой о королевской особе, маскирующейся для сватовства к горделивой принцессе.
Сказка Андерсена менее сентиментальна, чем традиционные. В них главная героиня исправляется и любит мужчину после того, как он объявил о своём королевском статусе, в то время как в сказке Андерсена она брошена и одинока, опечалена потерей привычной жизни и статуса.

## Адаптации
Сказка была адаптирована в различных постановках. Les cent baisers (рус. Сто поцелуев), балет Брониславы Нижинской на музыку Фредерика д’Эрланже и либретто Бориса Кохно, был представлен в королевском театре Ковент-Гарден 18 июля 1935 года с Ириной Бароновой в роли принцессы и Давида Лишина в роли принца. Балет был впервые поставлен Русским балетом де Базиля в Австралии 5 декабря 1936 года.
Оперная адаптация под названием «Принц-свинопас» (итал. Il Principe Porcaro) была создана Нино Рота в возрасте 13 лет. Единственный британский постоянный театр кукол, Harlequin Puppet Theatre в Рос-он-Си (Уэльс), представил «Свинопаса» в адаптации Эрика Браммела в 1958 году. В 1950-х годах советский композитор Борис Чайковский написал сюиту для радиопостановки «Свинопаса».
Отдельные мотивы и эпизоды сказки были использованы в пьесе Евгения Шварца «Голый король», а также в фильме Эльдара Рязанова «Андерсен. Жизнь без любви».